# مندوزا ۳۸۶۸
سیارک ۳۸۶۸ (به انگلیسی: 3868 Mendoza، نامگذاری:4575P-L) سه هزار و هشتصد و شصت و هشتمین سیارک کشف شده‌است که در ۲۴ سپتامبر ۱۹۶۰ کشف شد.
قدر مطلق سیارک برابر ۱۳٫۰۰ است.